# Melanie Pfeifer
Melanie Pfeifer är en tysk kanotist.
Hon tog VM-silver i K-1 lag i slalom 2010 i Tacen.
Vid de olympiska kanottävlingarna 2016 i Rio de Janeiro kom Pfeifer på en sjundeplats i K-1 slalom.